# 高之彥
高之彥，山東武城縣人。清朝政治人物。

## 生平
順治二年（1645年）舉乙酉科山東鄉試，順治三年（1646年）聯登丙戌科進士。授江西新淦縣知縣。